# Don't Make Me Over
Don't Make Me Over är en låt skriven av Burt Bacharach och Hal David. Den är mest känd för den amerikanska publiken i dess ursprungliga version, en soulsingel inspelad av den amerikanska sångerskan Dionne Warwick. Brittisk publik känner den bättre som en singelhit från 1966 av Merseybeatgruppen, The Swinging Blue Jeans.